# Monte Lamlam
El monte Lamlam (en inglés: Mount Lamlam; donde Lamlam significa "rayo" en chamorro) es un pico en la isla y territorio estadounidense de Guam. Está situado en el pueblo de Agat, en el suroeste de la isla. A 1332 pies (406 m), es el pico más alto en todo Guam. La distancia desde el pico hasta el fondo de la cercana fosa de las Marianas es el mayor cambio en la elevación en la Tierra en una distancia tan corta.